# Eric Breche
Eric Breche ist ein ehemaliger französischer Skispringer.

## Werdegang
Sein internationales Debüt gab Breche am 30. Dezember 1984 zum Auftakt der Vierschanzentournee 1984/85 in Oberstdorf. Es war zudem sein erster Start im Skisprung-Weltcup. Mit Rang 89 blieb er jedoch weit hinter den Erwartungen zurück. Auch in den folgenden Tournee-Springen blieb er ohne Erfolg und beendete die Tournee auf Rang 84 der Gesamtwertung.
Bei der Nordischen Skiweltmeisterschaft 1985 in Seefeld in Tirol startete Breche in beiden Einzelwettbewerben. Dabei sprang er von der Normalschanze auf den 59. und von der Großschanze auf den 60. Platz.
Bei der Vierschanzentournee 1987/88 gelang Breche erneut nicht der Durchbruch. Am Ende belegte er den 115. Platz in der Gesamtwertung. Da er nur in Innsbruck und Bischofshofen sprang und Rang 72 seine beste Platzierung war, konnte er sich nicht höher platzieren.
Zur Nordischen Skiweltmeisterschaft 1989 in Lahti gehörte er trotz des schlechten Abschneidens im Weltcup zuvor erneut zum Kader. Von der Normalschanze landete Breche wie bereits 1985 wieder auf Rang 59. Von der Großschanze kam er über einen 65. Platz nicht hinaus. Die Weltmeisterschaft war sein letztes internationales Turnier, bei dem er antrat.
Nach dem Ende seiner aktiven Laufbahn wurde er Trainer für den Bereich Ski Alpin in Courchevel.
Seine Tochter Clarisse (* 2001) ist Skirennläuferin.

## Erfolge

### Vierschanzentournee-Platzierungen
| Saison  | Platz | Punkte |
| ------- | ----- | ------ |
| 1984/85 | 084.  | 243.7  |
| 1987/88 | 115.  | 131.3  |